# M-9 (Kosovo)
Die M-9 ist eine kosovarische Nationalstraße von der montenegrinischen Grenze in der Rugova-Schlucht über Peja und Pristina zur serbischen Grenze Richtung Medveđa.

## Ausbaustand
An der geschlossenen Grenze mit Montenegro Čakor/Çakor endet/beginnt die M-9. Auf der Seite in Montenegro würde die M-9 in die R-9 übergehen. Zwischen Peja und Pristina wird die M-9 Stück für Stück zu einer vierspurigen Schnellstraße ausgebaut. Bis dato ist ungefähr die Hälfte der Strecke von Pristina ausgehend vierspurig ausgebaut, allerdings mit schwankendem Ausbaustandard. Seit dem 27. November 2012 fungiert die M-9 als Verbindung zwischen Pristina und der neu gebauten Autostrada R 7 () zur albanischen Grenze bei Vërmica. Damit ist die vierspurige Anbindung der Hauptstadt Pristina zur albanischen Grenze realisiert. 2016 wurde der Abschnitt zwischen dem Autobahnkreuz Balinca und Kijevë (8 km) zu einer vierspurigen autobahnähnlichen Straße ausgebaut. Der restliche Teil bis Peja (ca. 35 km) ist in Planung, mit einem kleinen Abschnitt östlich von Peja wurde bereits begonnen. Am Grenzübergang zu Serbien geht die M-9 dann in die Magistralni put 39 () über.

## Bedeutung
Während die M-9 eine wichtige Funktion für die Verbindung zwischen Peja und Pristina übernimmt und zusätzlich noch den Flughafen Pristina anbindet, ist das Teilstück durch die Rugova-Schlucht derzeit praktisch bedeutungslos, da die Grenze zu Montenegro über den Čakorpass seit dem Kosovokrieg geschlossen ist. Dementsprechend schlecht ist der Straßenzustand dieses Teilstückes. Der Grenzverkehr nach Montenegro wird über eine Regionalstraße von Peja über Mala Jablanica nach Rožaje abgewickelt.